# Valter Åhlén
Valter Åhlén, švedski hokejist, * 6. avgust 1929, Hille församling, Švedska, † 23. oktober 1988, Gävle, Švedska.
Åhlén je v švedski ligi igral za klube Strömsbro IF, Gävle Godtemplares IK in Hammarby IF. V sezoni 1956/57 je s klubom Gävle Godtemplares IK osvojil naslov švedskega državnega prvaka. 
Za švedsko reprezentanco je nastopil na svetovnem prvenstvu 1957, kjer je  z reprezentanco osvojil naslov svetovnega prvaka.

## Statistika kariere
Odebeljeno - reprezentančni nastopi, glej tudi Statistika pri hokeju na ledu.
| Moštvo                | Liga                 | Sezona |    | Redni del | Redni del | Redni del | Redni del | Redni del | Redni del |   | Končnica | Končnica | Končnica | Končnica | Končnica | Končnica |
| --------------------- | -------------------- | ------ | -- | --------- | --------- | --------- | --------- | --------- | --------- | - | -------- | -------- | -------- | -------- | -------- | -------- |
| Moštvo                | Liga                 | Sezona | OT | G         | P         | T         | +/-       | KM        | OT        | G | P        | T        | +/-      | KM       |          |          |
| Gävle Godtemplares IK | Švedska liga         | 51/52  |    |           | 2         |           | 2         |           |           |   |          |          |          |          |          |          |
| Gävle Godtemplares IK | Švedska liga         | 55/56  |    |           | 5         |           | 5         |           |           |   |          |          |          |          |          |          |
| Gävle Godtemplares IK | Švedska liga         | 56/57  |    |           |           |           |           |           |           |   |          |          |          |          |          |          |
| Švedska               | Svetovno prvenstvo A | 57     |    | 4         | 1         |           | 1         |           |           |   |          |          |          |          |          |          |
| Gävle Godtemplares IK | Švedska liga         | 57/58  |    |           |           |           |           |           |           |   |          |          |          |          |          |          |
| Hammarby IF           | Švedska liga         | 58/59  |    |           |           |           |           |           |           |   |          |          |          |          |          |          |
| Hammarby IF           | Švedska liga         | 59/60  |    |           |           |           |           |           |           |   |          |          |          |          |          |          |
| Skupaj                |                      |        |    | 4         | 8         |           | 8         |           |           |   |          |          |          |          |          |          |